# Saint-Denis-des-Murs
Saint-Denis-des-Murs (Sent Deunis în occitană) este o comună în departamentul Haute-Vienne din centrul Franței. În 2009 avea o populație de 523 de locuitori.

## Evoluția populației
| An        | 1975 | 1982 | 1990 | 1999 | 2006 | 2009 |
| --------- | ---- | ---- | ---- | ---- | ---- | ---- |
| Populație | 549  | 512  | 486  | 449  | 476  | 523  |